# Athens (Míchigan)
Athens es una villa ubicada en el condado de Calhoun en el estado estadounidense de Míchigan. En el Censo de 2010 tenía una población de 1024 habitantes y una densidad poblacional de 390,29 personas por km².

## Geografía
Athens se encuentra ubicada en las coordenadas 42°5′15″N 85°14′10″O / 42.08750, -85.23611. Según la Oficina del Censo de los Estados Unidos, Athens tiene una superficie total de 2.62 km², de la cual 2.61 km² corresponden a tierra firme y (0.59%) 0.02 km² es agua.

## Demografía
Según el censo de 2010, había 1024 personas residiendo en Athens. La densidad de población era de 390,29 hab./km². De los 1024 habitantes, Athens estaba compuesto por el 95.41% blancos, el 0.49% eran afroamericanos, el 0.88% eran amerindios, el 0.1% eran asiáticos, el 0.1% eran isleños del Pacífico, el 0.78% eran de otras razas y el 2.25% pertenecían a dos o más razas. Del total de la población el 1.37% eran hispanos o latinos de cualquier raza.